# Panulirus guttatus
Panulirus guttatus, còn được biết với tên gọi tôm hùm gai đốm hoặc tôm hùm gai Guinea, là một loài tôm hùm sống trên rạn đá cạn ở các vùng nhiệt đới tây Đại Tây Dương và biển Caribe.